# Associazione Sportiva Astrea 1993-1994
Questa voce raccoglie le informazioni riguardanti  l'Associazione Sportiva Astrea nelle competizioni ufficiali della stagione 1993-1994.

## Rosa
| N. |                   | Ruolo | Calciatore           |
| -- | ----------------- | ----- | -------------------- |
|    | Italia (bandiera) | C     | Stefano Aquilini     |
|    | Italia (bandiera) | D     | Herni Carnesecchi    |
|    | Italia (bandiera) | P     | Massimo Caso         |
|    | Italia (bandiera) | A     | Massimo Castagnari   |
|    | Italia (bandiera) | C     | Giuseppe Centrone    |
|    | Italia (bandiera) | A     | Alessandro Cordelli  |
|    | Italia (bandiera) | C     | Maurizio Santi Dalia |
|    | Italia (bandiera) | P     | Antonino Davì        |
|    | Italia (bandiera) | D     | Andrea Del Giudice   |
|    | Italia (bandiera) | D     | Marco Ferretti       |
|    | Italia (bandiera) | P     | Nicola Francese      |

| N. |                   | Ruolo | Calciatore            |
| -- | ----------------- | ----- | --------------------- |
|    | Italia (bandiera) | C     | Roberto Gasparri      |
|    | Italia (bandiera) | C     | Rodolfo Gentilini     |
|    | Italia (bandiera) | D     | Francesco Giordani    |
|    | Italia (bandiera) | A     | Matteo Greco          |
|    | Italia (bandiera) | C     | Omiliano Mastrodonato |
|    | Italia (bandiera) | D     | Angelo Mattei         |
|    | Italia (bandiera) | C     | Stefano Mattiuzzo     |
|    | Italia (bandiera) | C     | Giovanni Paris        |
|    | Italia (bandiera) | C     | Tullio Polidori       |
|    | Italia (bandiera) | C     | Fabrizio Pugliese     |
|    | Italia (bandiera) | D     | Marco Savini          |